# Grammisgalan 2008
Grammisgalan 2008 hölls i Globen i Stockholm den 9 januari år 2008, och gällde 2007 års prestationer. Galan direktsändes i TV 4.
Programmet producerades av Baluba, och sågs av 1 065 000 TV-tittare. Artistuppträdanden av Lars Winnerbäck, Salem Al Fakir, Maia Hirasawa, Amanda Jenssen, Sahara Hotnights samt Lasse Stefanz. Under Grammisförgalan uppträdde även Magnus Tingsek, Jonna Lee och Joel Alme. Programledare i TV-direktsända Grammisgalan: Gry Forssell & Adam Alsing. Programledare i Förgalan: Ika Johannesson & Karin Winther (programledare).

## Priser
Följande personer prisades.
- Årets live: The Hives
- Årets dans/hiphop/soul: Adam Tensta
- Årets nykomling: Salem Al Fakir
- Årets hårdrock: Mustasch
- Årets grupp: Kent
- Årets album: Kent – Tillbaka till samtiden
- Årets manliga artist: Salem Al Fakir
- Årets kvinnliga artist: Säkert!
- Årets låt: Lars Winnerbäck & Miss Li – Om du lämnade mig nu
- Årets barnalbum: Blandade artister (Den blå) – Älskade ramsor, sagor & sånger från barnkammarboken
- Årets dansband/schlager: BAO, Helen Sjöholm & Tommy Körberg
- Årets folkmusik/visa: Sofia Karlsson
- Årets jazz: Rigmor Gustafsson
- Årets klassiska: Anne Sofie von Otter / Bengt Forsberg
- Årets kompositör: Salem Al Fakir
- Årets producent: Salem Al Fakir
- Årets textförfattare: Annika Norlin
- MTV-priset för bästa video: Familjen – Det snurrar i min skalle (regi: Johan Söderberg)
- IFPI:s hederspris: Alice Babs
- Regeringens Musikexportpris: Bloodshy & Avant

### Fotnoter
1. ↑  ”TV4 2008-01-09”. Svensk mediedatabas. 9 januari 2008. https://smdb.kb.se/catalog/id/002225092. Läst 1 mars 2017.
2. ↑  http://mms.se
3. ↑  TT Spektra (9 januari 2008): "Alla Grammisvinnarna 2008". DN.se. Läst 15 juli 2013.

### Övriga källor
- ”Grammisvinnarna genom åren”. grammis.se. Ifpi Sverige. https://grammis.se/om-grammis/grammisvinnarna-genom-aren/.